# Cereopsis novaehollandiae

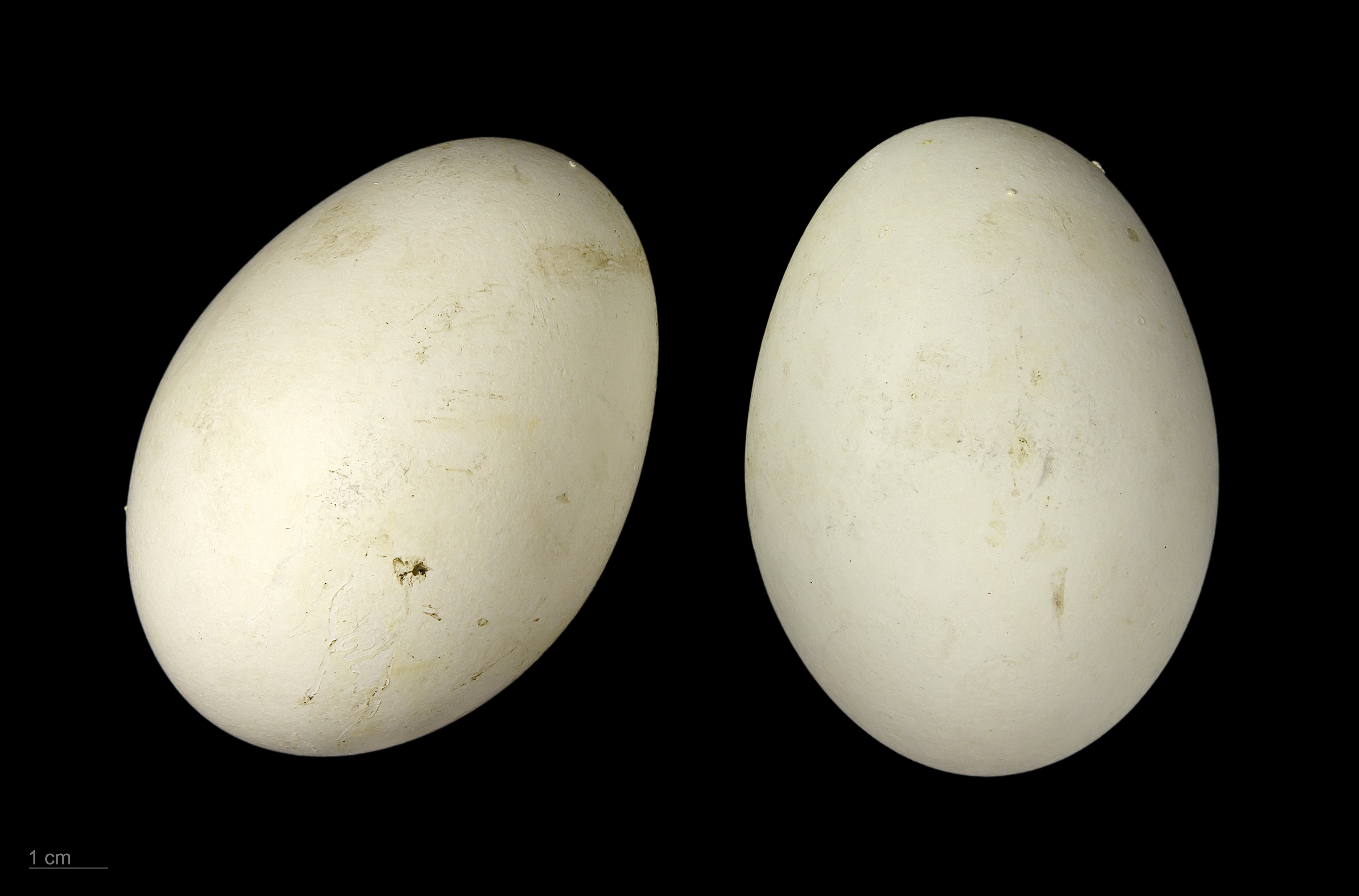
Cereopsis novaehollandiae - MHNT

El ganso ceniciento (Cereopsis novaehollandiae) o ganso cenizo, también conocido como ganso cereopsis, cereopsis, ganso gallináceo es una especie de ave anseriforme de la familia Anatidae, la única especie del género Cereopsis. Habita las zonas húmedas del sudeste australiano.

## Características
Presenta una cabeza pequeña, con unos ojos con el iris pardo o castaño oscuro. El pico corto, fuerte y de base muy ancha, con escudete de color amarillo limón, que se estrecha paulatinamente hacía su extremo de color negro. Un cuello largo y arqueado que se ensancha en la unión con el robusto cuerpo. En el plumaje el color dominante es el gris ceniza o pardo ceniciento, que clarea en la cabeza y con una mancha clara desde la frente hasta la nuca. Con una longitud que oscila entre 75 y 90 cm en los ejemplares adultos pueden llegar a vivir más 15 años en condiciones óptimas. Esta especie no presenta dimorfismo sexual evidente si bien los machos tienen un porte más altivo. 
Los polluelos tienen un plumón de color castaño con franjas blancas muy diferentes de los ejemplares adultos.

## Hábitat
En estado salvaje habitan en estuarios y zonas costeras del sur de Australia, siendo reintroducidos en Nueva Zelanda donde hay unas estrictas medidas de protección.
En cautividad son apreciados por zoológicos y colecciones privadas.

## Alimentación
Son esencialmente vegetarianos.

## Carácter y comportamiento
Muy dominantes y combativos, una pareja puede llegar a someter a todas las aves acuáticas de un estanque o recinto. Los machos sobre todo en época de celo se pueden enfrentar a animales mucho más grandes y a seres humanos.

## Subespecies
Se reconocen dos subespecies de Cereopsis novaehollandiae:
- Cereopsis novaehollandiae grisea
- Cereopsis novaehollandiae novaehollandiae